# La Légende de Zorro (série télévisée d'animation)
Pour les articles homonymes, voir La Légende de Zorro (homonymie).
La Légende de Zorro (怪傑ゾロ, Kaiketsu Zoro, littéralement Zorro le magnifique), ou Zorro, la légende continue est une série télévisée d'animation italo-japonaise en 52 épisodes de 23 minutes, diffusée du 5 avril 1996 au 28 mars 1997 sur NHK. Elle aurait été diffusée en 1994 en Italie sur Canale 5.
En France, la série a été diffusée à partir du 3 septembre 1997 sur TF1. Elle reste inédite dans les autres pays francophones. L'anime est aussi disponible en intégralité depuis le 26 février 2018 sur YouTube sur la chaine Cartoon Channel.

## Synopsis
Diego  De la Vega, le descendant de dix-huit ans d'un propriétaire terrien local, revient d'études en Espagne et découvre que son pays natal est tombé sous la dictature du commandant Raymond et du lieutenant Gabriel. Indigné par l'oppression, Diego décide de combattre les tyrans. Déguisé en Zorro, un épéiste masqué, il aide les faibles en s'enfuyant sur son cheval Viento.
Dans sa vie de tous les jours, Diego se présente comme un garçon maladroit et lâche qui fuit face à des situations dangereuses pour apparaître quelques instants plus tard sous le nom de Zorro. En tant que héros local, il est connu pour punir ses ennemis en leur faisant une marque en forme de Z avec la pointe de sa lame. Diego est accompagné de Bernard, son acolyte , qui porte un costume similaire et porte le surnom de « Zorro Junior ».
L'amie d'enfance et chérie de Diego, Lolita Prideaux, pense que l'Espagne l'a changé et elle le gronde sans relâche pour son comportement idiot. Lolita est une fille au caractère doux qui veut combattre le mal et protéger le peuple en aidant Zorro dans les coulisses. Elle développe plus tard des sentiments pour Zorro, même si elle ignore sa véritable identité.

## Personnages
- Don Diego de la Vega (ドン・ディエゴ・ベガ, Don Diego Bega?) / Zorro (ゾロ, Zoro?): Le principal protagoniste de la série. En tant que Diego, il fait semblant d'être paresseux et maladroit, jouant le rôle d'un imbécile lâche pour cacher son identité secrète. En tant que Zorro, il est l'épéiste le plus noble du monde. Diego est un rival du capitaine Raymond mais éprouve une profonde affection pour l'autre homme. Diego est calme et raisonnable, contrastant avec ses compagnons impétueux et têtus.
- Lolita Prideaux (ロリタ・プリド, Rorita Purido?): La protagoniste féminine de la série. L'amie d'enfance blonde et courageuse et belle de Diego. Elle se montre autoritaire envers Diego, mais elle a des sentiments romantiques pour Zorro.
- Bernardo (ベルナルド, Berunarudo?) / Zorro junior (リトル・ゾロ, Ritoru Zoro?): L'acolyte de Diego/Zorro, un orphelin abandonné retrouvé par Diego alors qu'il était encore bébé. Diego l'a adopté et a pris soin de lui comme s'il était son jeune frère. Il aide Zorro en écoutant et en collectant des informations, et développe plus tard son propre alter ego, "Petit Zorro".
- Commandant Raymond (レイモン司令官, Reimon-shireikan?): Le principal méchant de la série, commandant de l'armée espagnole en Californie qui complote pour assassiner le gouverneur général.
- Lieutenant Gabriel (ガブリエル少尉, Gaburieru-shōi?): Un jeune officier espagnol qui est le bras droit du capitaine Raymond en Californie. Le lieutenant Gabriel a des sentiments pour Lolita.
- Sergent Pedro Gonzales (ゴンザレス軍曹, Gonzaresu-gunsō?): Un gros sergent qui sert souvent de soulagement comique. Comparable au personnage de Johnston McCulley dans La Marque de Zorro des années 1920 . Il a un bon sens moral mais reste glouton et simple d'esprit au sein de l'armée.
- Niquita (ニキータ, Nikīta?): L'intérêt amoureux de Bernard.
- Capitaine Jekyll (ジキール大尉, Jikīru-taii?): Officier de carrière de la Garde nationale d'une quarantaine d'années, le capitaine Jekyll est un homme bon qui croit obstinément que l'Espagne a le droit de gouverner du mieux qu'elle peut les habitants de la région et qui est en profond désaccord avec les actes de violence commis par l'armée. Il essaie souvent d'aider les civils en danger et, même s'il déteste Zorro, il est parfois obligé de se battre à ses côtés.
- Gouverneur (総督, Sōtoku?): Le gouverneur de la Californie du Sud est un homme mesquin, méchant et arrogant, qui exerce un pouvoir absolu sur la région. Autoritaire et agressif, il impose ses propres idées et collabore étroitement avec le capitaine Raymond chargé d'exécuter ses ordres.
- Don Alejandro de la Vega (ドン・アレハンドロ・ベガ, Don Arehandoro Bega?): Don Alejandro de la Vega est le père de Diego, 48 ans. C'est un riche propriétaire terrien, qui a été gouverneur de la région et qui semble être un homme dur et très sûr de lui, même s'il est en fait une âme aimante et tendre qui aide toujours les civils opprimés chaque fois qu'il le peut. Il travaille dur sur sa ferme pour s'assurer que la solide situation financière de sa famille ne soit jamais menacée, même s'il ne peut pas faire grand-chose contre les représentants du gouvernement qui exercent une influence dans sa région. Il est l'un des rares à croire, presque dès le début, que Zorro pourrait être son fils, malgré la paresse, l'ineptie et le manque de courage du garçon.
- Maria (マリア, Maria?): La pierre angulaire de la ferme De la Vega est une très grande femme d'âge moyen, au caractère joyeux et bienveillant. Elle est comme une seconde mère pour tous les habitants de la ferme et dirige la maison avec un dévouement enthousiaste, réprimandant souvent Diego et Bernard pour leur relâchement dans leurs tâches.
- Figaro (フィガロ, Figaro?): Un petit bouledogue trapu et sympathique. Il suit Bernard partout, toujours prêt à venir en aide au « Petit Zorro ». Il erre dans la ferme pendant la journée, dort beaucoup et se montre très paresseux, mais lorsque Bernard appelle, il est là en un éclair et constitue pour lui un allié très utile. Figaro n'aime pas les militaires arrogants qui gouvernent la région et est toujours prêt, aux côtés du Petit Zorro, à leur lancer des attaques rusées et féroces.
- Carlos Prideaux (カルロス・プリド, Karurosu Purido?): Don Carlos Prideaux est le père de Lolita, cinquante ans, et un riche propriétaire foncier comme Don Alejandro De la Vega, le père de Diego. Il est ambitieux, mais pas ouvertement méchant ou arrogant. Afin de consolider la prospérité de sa famille, il n'hésite pas à conclure des accords sournois et bon marché avec le gouverneur pour maintenir ses comptes en bon état. Il fait beaucoup de choses qu'il sait être non seulement injustes, mais parfois carrément illégales (comme lorsqu'il aide les passeurs et prend une part de leur butin). Bien qu’il ne soit ni une mauvaise personne ni un criminel, il continue de se comporter allègrement presque comme tel.
- Catarina Prideaux (カタリナ・プリド, Katarina Purido?): Elle est la mère de Lolita et l'épouse de Don Carlos qui connaît toutes les affaires de son mari, auquel elle est très attachée. Elle éduque sa fille selon des « principes » mais elle-même ne les respecte pas toujours : en effet, lorsque Don Carlos a des doutes sur le fait de faire quelque chose d'illégal, elle le rassure. Caterina est maternelle, aimante, gentille, attentionnée, tendre, douce, passionnée et ferme. Mais elle est très émotive et fond souvent en larmes, un côté de son caractère dont sa fille n'a pas hérité. Elle est très affectueuse avec Lolita et l'éduque selon ses principes qui ne sont parfois pas aussi clairs qu'ils devraient l'être. Caterina est mince avec une peau claire, de fins sourcils bronzés, des lèvres rouges, des yeux bleu clair et des cheveux brun clair. Elle porte une robe bleue avec des bordures blanches sur ses manches courtes, sur sa taille et au bas de sa jupe.

Tackle: Le Dogue Allemand de Diego De la Vega. Il est très féroce lorsqu'il est provoqué ou appelé à protéger son maître. Aime se prélasser sous le chaud soleil du sud de la Californie. Il aide Zorro à combattre ses ennemis, en restant à l'écart des feux de la rampe, mais toujours prêt à attaquer si le héros masqué est en difficulté. Zorro, alias Diego, et Tackle se comprennent si bien qu'un regard ou un geste suffit à mettre le chien en action.
Lapaz: Lapaz, un jeune homme qui a fréquenté la même école en Espagne que Diego. En fait, Lapaz a souvent séché l'école et a fréquenté le mauvais type de public en Espagne, mais il a demandé à Diego de garder cela secret. Les parents de Lolita racontent que le père de Lapaz, Don José, est dans des affaires louches et ne serait pas un bon beau-frère. Gonzales est blessé lors de la fête, mais est ensuite arrêté pour tentative d'assassinat de Don Jose, qui a été retrouvé avec un coup de couteau dans le dos. Après avoir interrogé Gonzales, l'armée arrête Lapaz pour tentative de meurtre. Zorro jure d'effacer le nom de Lapaz et de retrouver les vrais criminels. Il s'avère que Lapaz s'est endetté pour jouer en Espagne et a été poursuivi par des agents de recouvrement. Zorro résout l'affaire et révèle que ce sont les agents de recouvrement qui ont tenté le meurtre pour obtenir les terres familiales. La famille Lapaz convainc l'armée de laisser partir Zorro.
Ricardo Francisco Escudero Fernandez: c'est un ami de Diego, et aussi le chef des Tigres du Bengal un groupe rebelle qui combat l'armée espagnole et qui s'est allié à Zorro il est partiellement inspiré de Robin des Bois, de William Lamport et de Joaquin Murrieta.
Viento: Le fidèle étalon de Zorro. Il est d'un blanc pur et a une crinière brun clair. Rapide et extraordinairement courageux, Viento aide Zorro dans toutes ses aventures, ne le quitte jamais et comprend chacun de ses regards et de ses gestes.
Épisodes
1. Zorro est arrivé (正義のサインは❝Ｚ❞, Seigi no sain ha “Z”?)
2. Zorro démasqué (リトル・ゾロ登場, Ritoru Zoro tōjō?)
3. Duel et incendies (ガブリエルの陰謀, Gaburieru no inbō?)
4. Le prestige de l'uniforme (友よ、目をさませ, Tomo yo, me wosamase!?)
5. Un homme remarquable (かくされた父の秘密, Kakusareta chichi no himitsu?)
6. La pierre rouge (赤い宝石の罠, Akai hōseki no wana?)
7. Les imposteurs (ねらわれた遺産, Nerawareta isan?)
8. Une guitare pour tuer (殺しのフラメンコ・ギター, Koroshi no furamenko gitā?)
9. L'impossible rêve (海賊の宝をさがせ, Kaizoku no takara o sagase?)
10. Le prince bleu (幽霊になったディエゴ, Yūrei ninatta Diego?)
11. La chasse aux fantômes (リトル・ゾロの大冒険, Ritoru Zoro no dai bōken?)
12. Figaro ci, Figaro là (迷犬フィガロの初手柄, Meiken Figaro no shote gara?)
13. Bernardo passe à l'action (大活躍！リトル騎士, Daikatsuyaku! ritoru kishi?)
14. L'attaque de la diligence (危険な駅馬車, Kiken na ekibasha?)
15. Pour un baiser de Lolita (ロリタのキスは誰のもの？, Rorita no kisu wa dare nomono??)
16. Le sabre japonais (ジパングの宝刀, Jipangu no hōtō?)
17. Zorro et les chiens (追いつめられたゾロ, Oi tsumerareta Zoro?)
18. Diego, détective (名探偵ディエゴ, Meitantei Diego?)
19. La maison aux mille pièges (恐怖のカラクリ館, Kyōfu no karakuri kan?)
20. L'enfant qui détestait Zorro (ゾロに復讐する少年, Zoro ni fukushū suru shōnen?)
21. Les ailes du rêve (飛べ！夢の翼, Tobe! Yume no tsubasa?)
22. Au voleur ! (オレは泥棒じゃない！, Ore wa dorobō janai!?)
23. La fiancée espagnole (スペインからきた花嫁, Supein karakita hanayome?)
24. Le complice du commandant (民衆の敵レイモン！, Minshū no teki Reimon!?)
25. Les larmes du clown (ピエロの涙, Piero no namida?)
26. Pepita la menteuse (嘘つき少女ペピータ, Usotsuki shōjo Pepīta?)
27. Le départ de la femme du gouverneur (おてんば奥様とリトル・ゾロ, Otenba okusama to Ritoru Zoro?)
28. La légende de la pyramide (呪われた遺跡, Norowa reta iseki?)
29. Le faussaire (モナリザは泣いている, Mona Riza wa nai teiru?)
30. Gonzales est amoureux (初恋しました！ゴンザレス, Hatsukoi shimashita! Gonzaresu?)
31. La ville affamée (南インド貿易の悪だくみ, Minami indo bōeki no aku dakumi?)
32. L'hôpital (酔いどれ医者のメス, Yoi dore isha no mesu?)
33. Le prétendant de Lolita (とんだ貴公子, Tonda kikōshi?)
34. Coup de tonnerre (ゾロ暗殺指令, Zoro ansatsushirei?)
35. Gonzales retombe amoureux (こりずに恋したゴンザレス, Korizuni koishi ta Gonzaresu?)
36. Zorro démasqué (ついにバレた！！？ ゾロの正体, Tsuini bare ta!!? Zoro no shōtai?)
37. La cour des grands (ディエゴがグレた！？, Diego ga gure ta!??)
38. Dona Christina (謎の発明オバサン登場！, Nazo no hatsumei obasan tōjō!?)
39. La digue (嵐の中の戦い, Arashi no nakano tatakai?)
40. Zorro au féminin (偽ゾロは女剣士, Nise Zoro wa onna kenshi?)
41. Lolita s'en va en guerre (ロリタよ銃を取れ！, Rorita yo jū wo tore!?)
42. Zorro contre le ninja (ニンジャ・マジックの罠, Ninja : Majikku no wana?)
43. La belle et le monstre (怪物があらわれた！？, Kaibutsu gaarawareta!??)
44. Les rebelles (ガブリエルの謀反, Gaburieru no muhon?)
45. La légende de la forêt (神の森の伝説, Kami no mori no densetsu?)
46. Sacrée femme médecin (ゾロの首飛んだ！, Zoro no kubi ton da!?)
47. L'enlèvement du gouverneur general (総督誘拐大作戦, Sōtoku yūkai daisakusen?)
48. Un officier hors pair (正義の軍人ブラシド, Seigi no gunjin burashido?)
49. Le lieutenant idéaliste (さらば軍よ, Saraba gun yo?)
50. La destruction des canons (悪魔の大砲を壊せ！, Akuma no taihō o kowase!?)
51. Lolita remplace Zorro (レイモン・崩壊への序曲, Reimon : hōkai heno jokyoku?)
52. Zorro rengaine son épée (正義の剣は永遠に, Seigi no tsurugi wa eien ni?)

## Fiche technique
- Titre original : 怪傑ゾロ (Kaiketsu Zoro?)
- Titre français : La Légende de Zorro
- Autres titres francophones : Zorro, la légende continue[3]
- Réalisation : Katsumi Minokuchi, Mino Guti
- Scénario : Sukehiro Tomita, Yasushi Hirano, Isao Shizuoka, Takashi Yamada, Hideki Sonoda, Kenji Terada, Akira Okeya, d'après Le Fléau de Capistrano de Johnston McCulley
- Supervision du scénario : Matteo Corradi
- Direction artistique : Mitsuharu Miyamae, Giuliana Bertuzzi
- Photographie : Kazunori Hashimoto
- Création des personnages (Chara-Design) : Hirotoshi Takaya
- Conseiller à la création des personnages : Gian Claudio Galatoli
- Musique : Hiromoto Tobizawa
- Production : Orlando Corradi
- Producteur exécutif : H. Hiranuma
- Supervision de la production : Monica Corradi, Anna Giorgetti
- Sociétés de production : Ashi Productions Company, Mondo TV, Toho Company
- Direction du doublage : Philippe Ogouz (France)
- Pays d'origine :  Japon,  Italie
- Langue originale : japonais
- Format : couleur
- Genre : série d'action et d'aventures
- Nombre de saisons : 1
- Nombre d'épisodes : 52
- Durée : 23 minutes
- Dates de première diffusion :
  - Japon : 5 avril 1996
  - France : 3 septembre 1997

 Sauf indication contraire, les informations mentionnées dans cette section peuvent être confirmées par la base de données cinématographiques IMDb,  présente dans la section « Liens externes ».

## Distribution

### Voix originales
- Toshihiko Seki : Diego / Zorro
- Maria Kawamura : Lolita
- Ken'yū Horiuchi : Lieutenant Gabriel
- Rica Matsumoto : Bernardo
- Kōzō Shioya : Sergent Gonzales

### Voix françaises
- Mark Lesser : Diego / Zorro
- Emmanuelle Pailly : Lolita
- Francette Vernillat : Bernardo / Zorro junior
- Maurice Sarfati : Commandant Raymond / Carlos (le père de Lolita) Certains méchants
- Virginie Ogouz : Caterina (la mère de Lolita)
- Agnès Gribe : Maria
- Philippe Ogouz : Don Alejandro / Sergent Gonzales/ certains Méchants
- François Leccia : Lieutenant Gabriel
- Alain Flick : Capitaine Jekyll, voix additionnelles

## Autour de la série
- Bien que cette version italo-japonaise diffère largement de l'œuvre originale de Johnston McCulley, on y retrouve une référence à la série télévisée Zorro dans laquelle le fidèle serviteur du justicier masqué combattait aussi aux côtés de son maître.
- On peut remarquer que le duo Zorro/Bernardo fait penser à Batman et Robin, dont la série s'en est surement inspirée.

## Produits dérivés

### Sorties en DVD et disque Blu-ray
Une première édition DVD sort en avril 2011, éditée par Black Box. Une version regroupant l'intégrale de la série en français sort deux ans plus tard, en décembre 2013 chez le même éditeur.